# CAFTA en Nicaragua
El CAFTA (Dominican Republic-Central America Free Trade Agreement) en inglés, o TLC (Tratado de Libre Comercio entre República Dominicana, Centroamérica y Estados Unidos de América) en español, es un tratado que busca la creación de una zona de libre comercio entre los países firmantes.

## Ratificación
El congreso nicaragüense aprobó la noche del 10 de octubre de 2005 la ratificación del CAFTA, con cuarenta y nueve votos a favor y treinta y seis en contra, con tres abstenciones. La propuesta legislativa fue introducida por la ministra de comercio, Azucena Castillo. El debate entre los grupos parlamentarios fue extenso y desembocó en la aprobación del tratado por mayoría simple. El argumento fundamental de la oposición fue que el tratado llevaría al "aumento de la brecha entre ricos y pobres". El principal partido de izquierda nicaragüense, el Frente Sandinista de Liberación Nacional, lideró múltiples protestas callejeras con el objetivo de frenar definitivamente la ratificación del tratado, argumentando que las disposiciones a tomar favorecen únicamente a la llamada clase alta del país. Pese a la cantidad de personas enfrentadas a la policía, no se registraron incidentes de violencia.